# 334756 Leovey
334756 Leovey este o planetă minoră (asteroid) din centura de asteroizi. A fost descoperită pe 4 septembrie 2003 la Piszkéstetői Obszervatórium⁠(d) de Krisztián Sárneczky⁠(d). 
Obiectul prezintă o orbită caracterizată de o semiaxă mare de 2,7929385103423 UAi, o excentricitate de 0,13, o înclinație de 5,7 ° în raport cu ecliptica.